# Cahiers intempestifs
 (décembre 2019).
Les "Cahiers intempestifs" est une maison d'édition spécialisée dans l'art contemporain et dans la culture graphique.

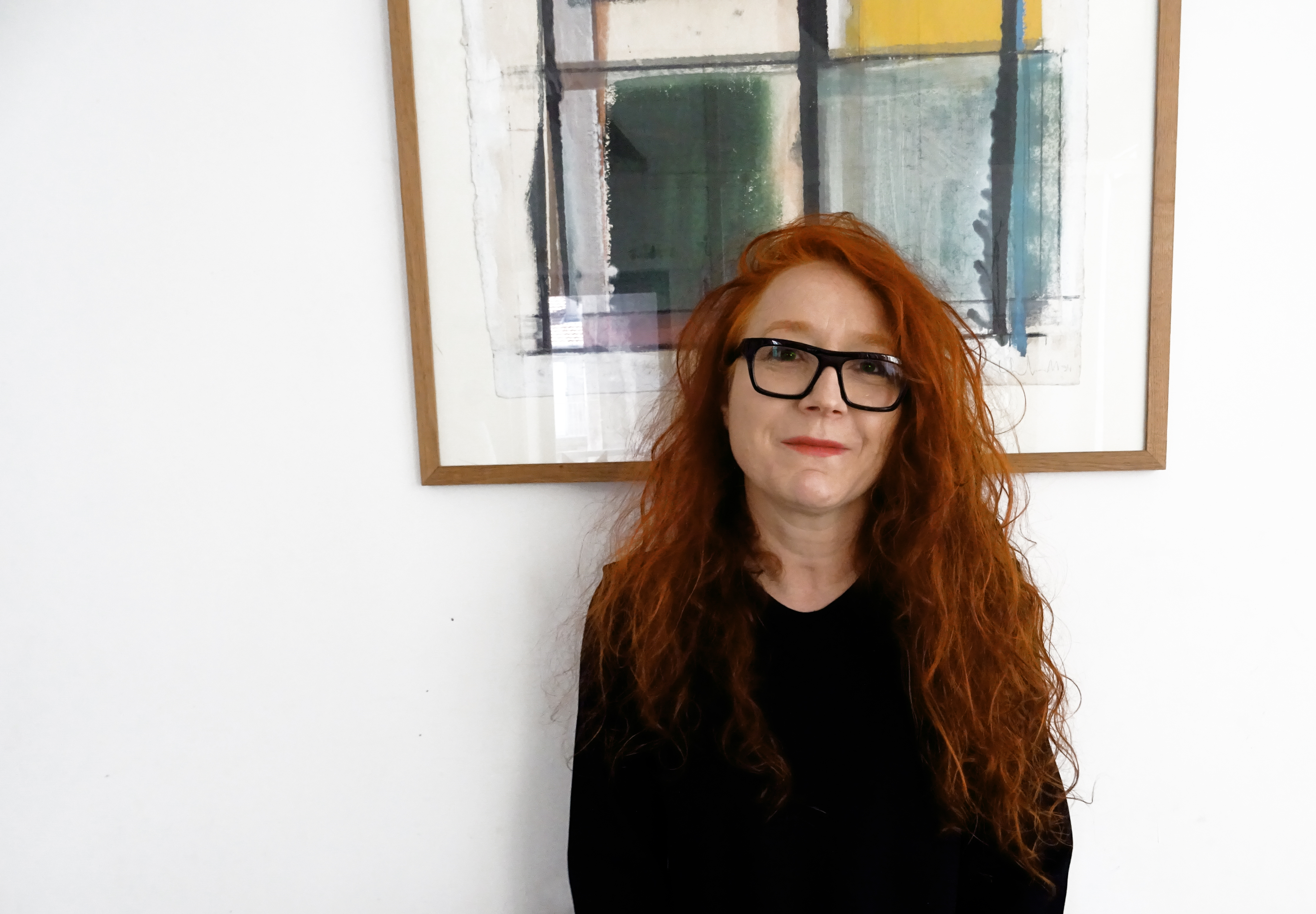
Véronique Gay-Rosier, éditrice et directrice de création des éditions des Cahiers intempestifs.

## Historique

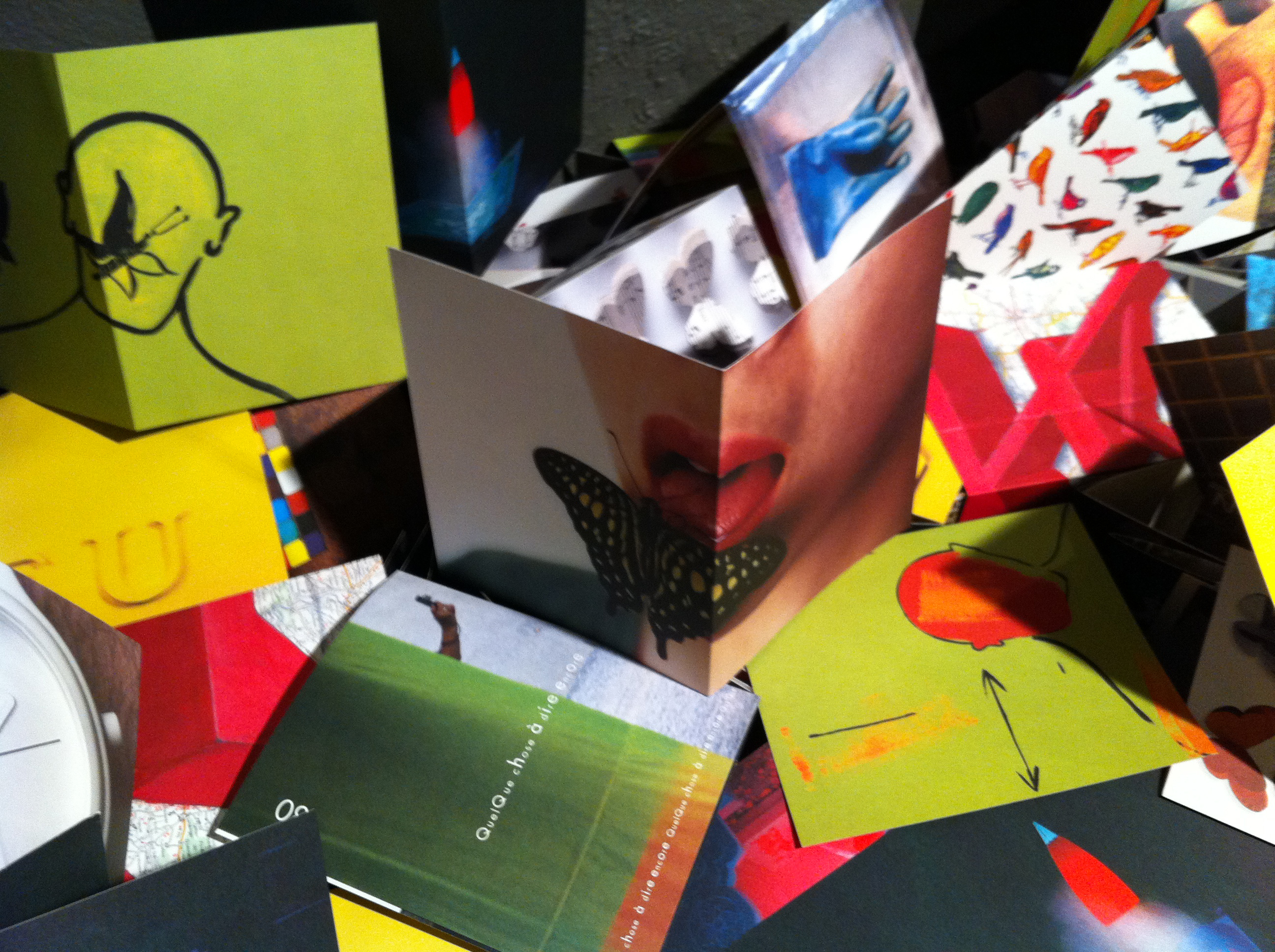
Cahiers intempestifs (revue d'art contemporain).

La maison d’édition Cahiers intempestifs est fondée par Véronique Gay-Rosier et Rémi Guichard en 1993. Sa direction de collections et sa direction artistique sont assurées, depuis sa fondation, par Véronique Gay-Rosier.
Sa direction de publication est assurée, depuis 2006, par Jacques Claude, président du groupe Gutenberg networks auquel appartient la maison d'édition, puis, successivement, par Jean-Christophe Aussel et par Sylvie Mouchon.

## Collections
Ses publications principales sont :

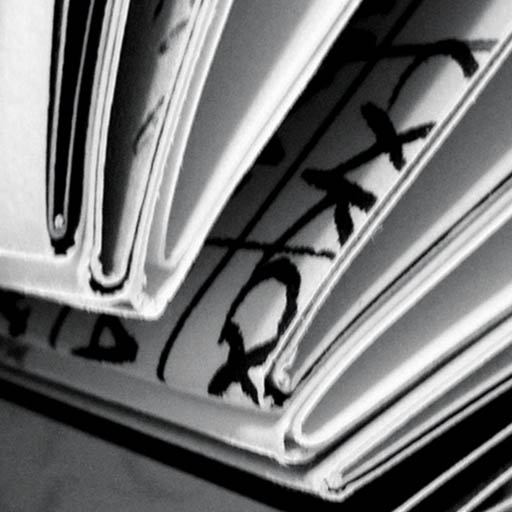
Cahiers intempestifs (revue d'art contemporain).

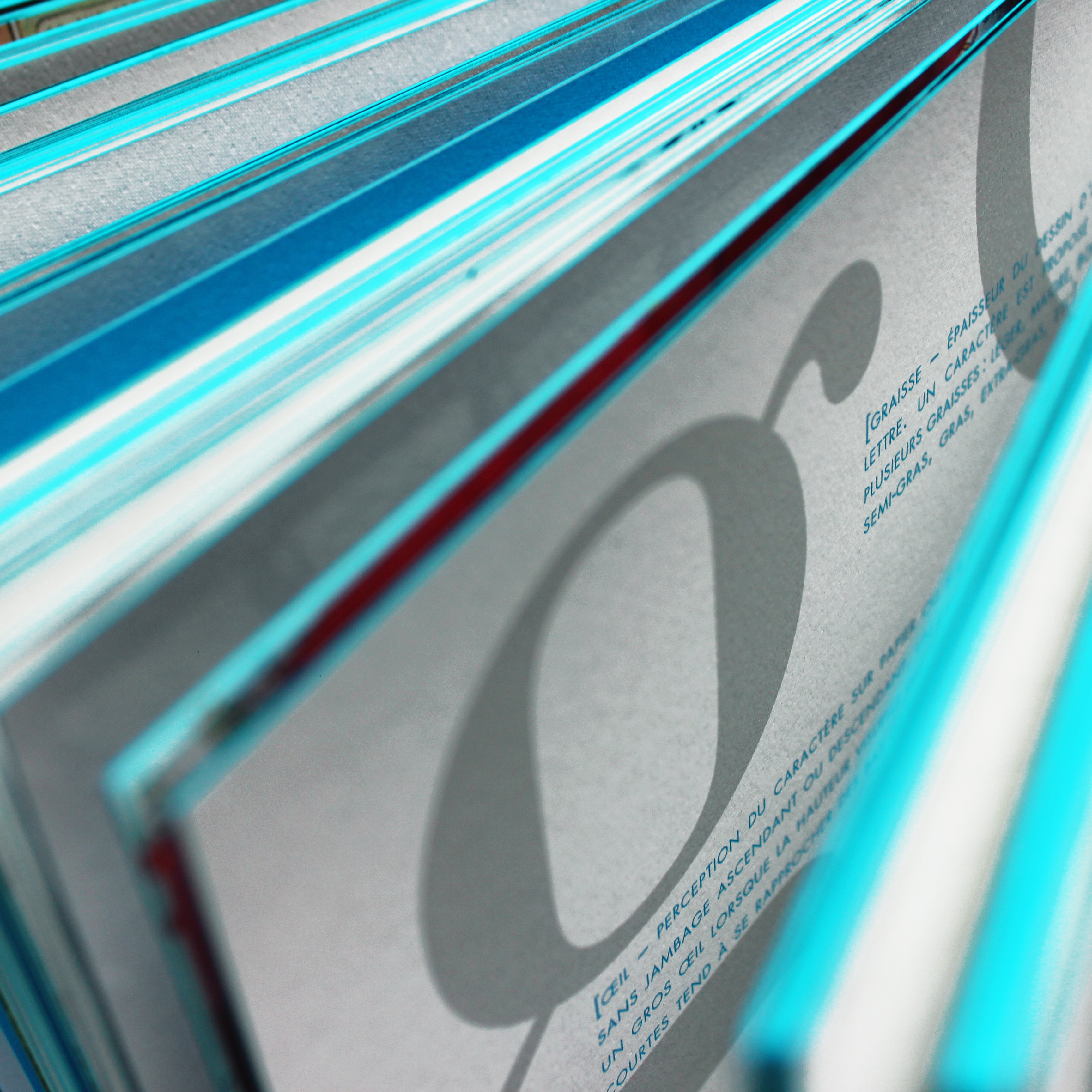
COD[ex] : nouvelles de la page.
Dans ce quatrième volume de la collection « Curiosité[s] graphique[s] », les éditions des Cahiers intempestifs se livrent à l'exploration de la plus puissante invention de tous les temps : la page.

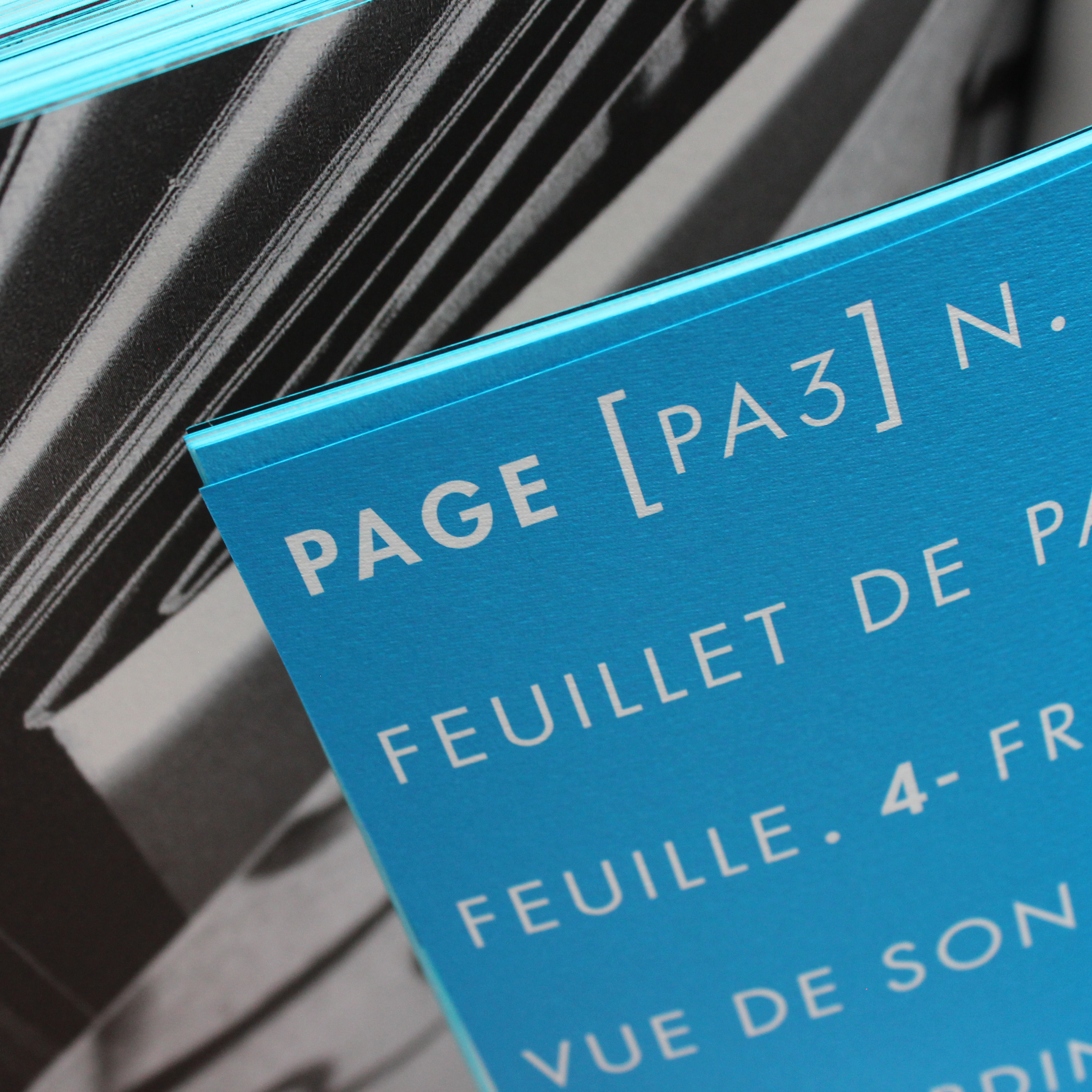
COD[ex] : nouvelles de la page (autre exemple).

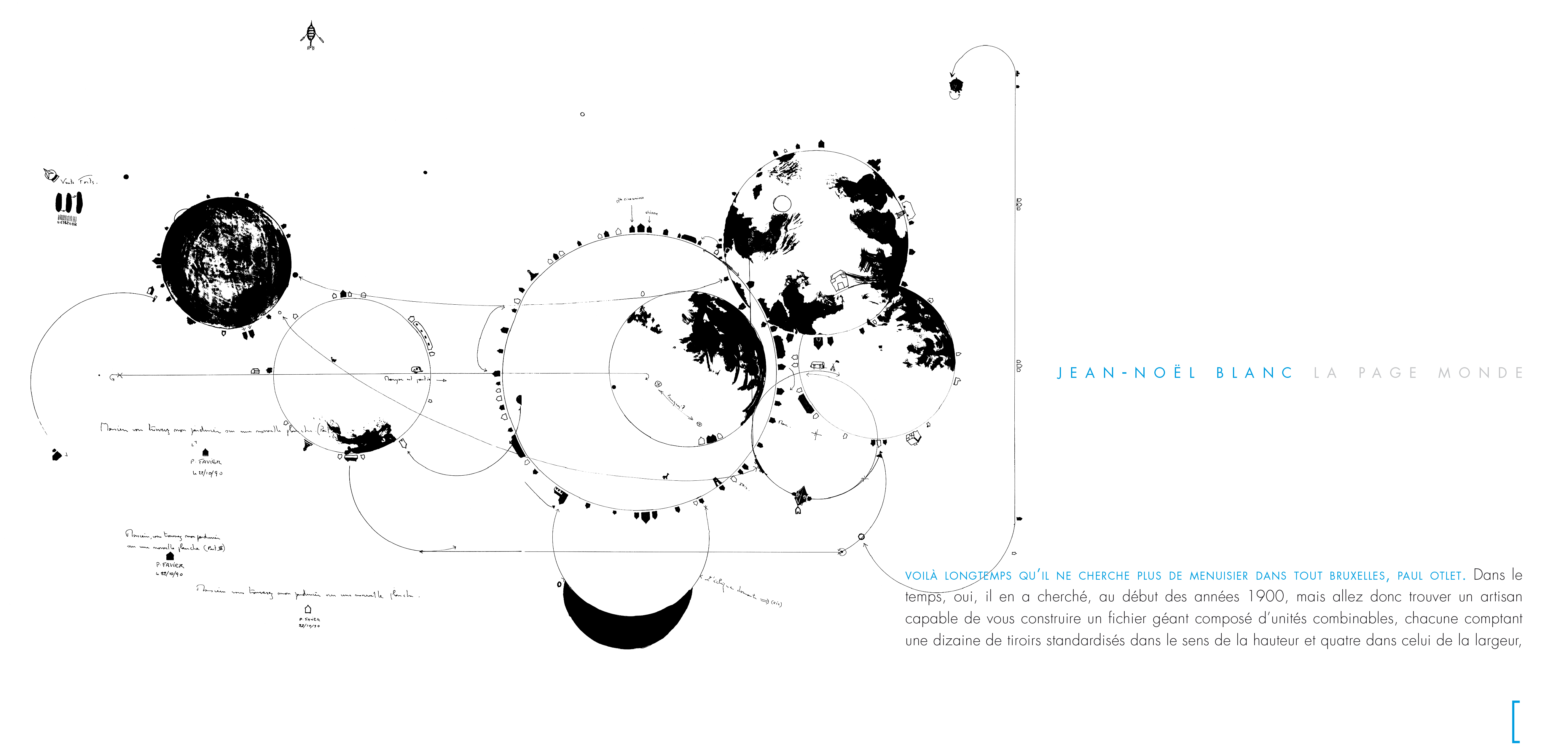
COD[ex] : nouvelles de la page (autre exemple).

- Une revue d'art éponyme Cahiers intempestifs (qui entend réunir auteurs et artistes contemporains par des œuvres originales et en un projet commun).

« Ils sont avant tout une turbulence artistique qui tient de la sculpture par leur emboîtage plexiglas, du livre d'artiste par leurs feuillets, libres de toute reliure, et du bloc de peinture qui s'échappe de ses limites, de ses bords. […] Les Cahiers intempestifs se tiennent sur le fil du paradoxe entre la tradition (code du livre bibliophile) et la modernité (éclats de pages, montage de séquences). On s'y promène comme dans un Musée Imaginaire, au milieu de titres qui laissent songeur […], et d'œuvres d'art qui s'exposent sous forme de livres. »

— Valentine Oncins, Le Dessin et le Livre.
- Une collection consacrée aux arts graphiques (qui entend romancer la diversité et la complexité — technique, sensible, artistique, historique et culturelle — de ces arts appliqués dont la vocation est de matérialiser l’information et le savoir).

### Autres publications
Les éditions des Cahiers intempestifs sont également connues pour leurs livres d'artistes (Les petits Cahiers intempestifs d'artistes) et leurs ouvrages d'art monographiques.
En design objet, leur collection d'Objets Graphiques Non Identifiés (les bOx selon Gutenberg networks) a été lauréate du Grand Prix Stratégies de la production publicitaire en 2016, a été distinguée par le réseau Cities of design/UNESCO, et exposée en 2015 dans « Design map, designers créateurs de valeurs pour l’entreprise » à la Cité du design.
Les éditions des Cahiers intempestifs ont participé à des expériences multimédias comme en 1996 A shadow in your window de Jean-Michel Othoniel (CD Rom), en 2011 Another Box in The Wall, en 2012 Paper Toy Box/Gunnies'project (réalité augmentée), en 2019 i-REAL avec l'artiste Marc Veyrat (réalité virtuelle). Véronique Gay-Rosier a également assuré le commissariat et la scénographie d'expositions dans le Cadre de Biennale Internationale Design Saint-Étienne, « Type is Sexy » en 2015, « Recto/Verso » en 2017,  « Un traité imprévu  » en 2019.